# Schukat electronic
Die Schukat electronic Vertriebs GmbH ist ein   B2B-Distributor für Elektronikbauteile und Komponenten aus Monheim am Rhein. Das mittelständische Unternehmen wurde im Jahr 1964 von Hans-Georg Schukat gegründet und ist bis heute ein unabhängiges Familienunternehmen. Unter der Leitung der Geschwister Georg, Bert und Edith Schukat haben rund 150 Mitarbeitende und 20 Auszubildende im Jahr 2023 EUR 127 Mio. [brutto] Umsatz erwirtschaftet.

## Geschichte
Hans-Georg Schukat, ein aus Ostpreußen geflohener Rundfunkmechaniker, schloss 1956 sein Ingenieur-Studium ab und trat bei Siemens in Düsseldorf ein. Nachdem er 1962 zur Luftfahrttechnik gewechselt hatte, gründete er am 1. April 1964 sein eigenes Unternehmen mit dem exklusiven Vertrieb von Vidicon-Röhren aus den USA an Siemens. Die ersten geschäftlichen Handlungen wurden von seinem Wohnhaus aus unternommen. Unter dem Namen "HG Schukat electronic Import Export" konzentrierte er sich auf den Großhandel mit elektronischen Bauelementen und begab sich dafür auf Reisen in die USA sowie nach Asien und besuchte Messen und Handelskammern. Ab 1976 begann Schukat regelmäßige Rundschreiben und Kurzkataloge mit Informationen zu aktuellen Produkten zu veröffentlichen, die anfangs von Hand hergestellt wurden.
Der Ein-Mann-Betrieb entwickelte sich im Laufe der Jahrzehnte zu einem weltweit agierenden Unternehmen. Seit 1989 wird das Familienunternehmen in zweiter Generation von seinen Kindern Georg, Bert und Edith Schukat geführt. 2001 wurde ein Verwaltungs- und Lagergebäude mit rund 4.550 m² für zehn Millionen Mark zur Zentralisierung der drei bisherigen Standorte errichtet.
Seit 2012 nutzt Schukat SAP NetWeaver Business Warehouse von SAP HANA. In Kombination mit Celonis Process Mining werden sämtliche laufende Prozesse visualisiert und Schwachstellen sowie Optimierungspotenziale aufgedeckt.
Im Jahr 2018 errichtete Schukat ein neues Logistikzentrum mit automatischem Kleinteilelager (AKL) und Shuttle-Technologie für 140.000 Artikel auf einer Lagerfläche von 10.000 m². Am 7. September 2018 eröffnete Bürgermeister Daniel Zimmermann (Politiker, 1982) den Straßenabschnitt vor dem Firmengebäude unter dem Namen Hans-Georg-Schukat-Straße.

## Zielmärkte
Das Unternehmen ist als Großhandel ausschließlich im Bereich Business to Business (B2B) tätig. Es bedient vornehmlich die Industrie, Entwicklungsbüros, den Handel, Schulen und Behörden. Zielmärkte sind Industrieelektronik, IT, Automatisierungstechnik, Steuer- und Regelungstechnik, Medizintechnik und Handel.

## Auszeichnungen
Seit 2010 wurde Schukat von der IHK Düsseldorf regelmäßig für herausragende Leistungen in der Berufsausbildung mit besonderer Anerkennung ausgezeichnet.